# 里奇菲尔德 (犹他州)
里奇菲尔德（英文：Richfield），是美国犹他州塞维尔县下属的一座城市。建市于 1863年，面积大约为5.69平方英里（14.7平方公里），海拔约为5,354英尺（1,632米）。根据2010年美国人口普查，该市有人口7,551人。